# كأس الخليج العربي 14
أقيمت بطولة كأس الخليج الرابعة عشر في مملكة البحرين، من تاريخ 30 أكتوبر 1998 إلى 12 نوفمبر 1998، وأقيمت جميع المباريات على استاد البحرين الوطني.
و قد فاز في لقب هذه البطولة منتخب الكويت لكرة القدم، وحاز على لقب هداف البطولة الكويتي جاسم الهويدي، ونال لقب أفضل حارس مرمى في البطولة السعوديى محمد الدعيع، وحصل اللاعب الكويت بدر حجي على لقب أفضل لاعب في البطولة.

## الفرق المشاركة
- البحرين (الدولة المستضيفة)
- الكويت
- الإمارات العربية المتحدة
- عمان
- السعودية
- قطر

## المباريات
| الإمارات  | 0:1 | البحرين |
| --------- | --- | ------- |
| عادل محمد |     |         |

.
| السعودية     | 1:2 | الكويت      |
| ------------ | --- | ----------- |
| عبيد الدوسري |     | حسين الخضري |

.
| عمان                    | 1:2 | قطر       |
| ----------------------- | --- | --------- |
| مزيد المزروعي تقي مبارك |     | عادل خميس |

.
| الكويت                                            | 2:6 | قطر                        |
| ------------------------------------------------- | --- | -------------------------- |
| جاسم الهويدي بشار عبد الله جاسم الهويدي ضربة جزاء |     | عبد العزيز حسن مبارك مصطفى |

.
| السعودية     | 1:1 | البحرين         |
| ------------ | --- | --------------- |
| يوسف الثنيان |     | عبد الرزاق محمد |

.
| الإمارات                    | 2:3 | عمان                            |
| --------------------------- | --- | ------------------------------- |
| عادل محمد علي ثاني عادل مطر |     | مجدي شعبان ضربة جزاء مجدي شعبان |

.
| الإمارات | 0:0 | قطر |
| -------- | --- | --- |
|          |     |     |

.
| السعودية     | 0:1 | عمان |
| ------------ | --- | ---- |
| عبيد الدوسري |     |      |

.
| الكويت             | 0:2 | البحرين |
| ------------------ | --- | ------- |
| فرج لهيب عصام سكين |     |         |

.
| البحرين | 0:0 | قطر |
| ------- | --- | --- |
|         |     |     |

.
| السعودية   | 0:1 | الإمارات |
| ---------- | --- | -------- |
| علي الفهيد |     |          |

.
| الكويت                                                    | 0:5 | عمان |
| --------------------------------------------------------- | --- | ---- |
| جاسم الهويدي بدر حجي بشار عبد الله عصام سكين جاسم الهويدي |     |      |

.
| السعودية | 0:0 | قطر |
| -------- | --- | --- |
|          |     |     |

.
| الكويت                                   | 1:4 | الإمارات |
| ---------------------------------------- | --- | -------- |
| بدر حجي ضربة جزاء عصام سكين جاسم الهويدي |     | حسن سهيل |

.
| البحرين             | 2:2 | عمان                  |
| ------------------- | --- | --------------------- |
| طلال يوسف خالد جاسم |     | محمد خميس هاني الضابط |

.

## المصدر
الموقع الرسمي لكأس الخليج  نسخة محفوظة 5 فبراير 2018 على موقع واي باك مشين.